# كولمان هيل
كولمان هيل هو كاتب أغاني كندي، ولد في 25 أبريل 1989 في ثاندر باي في كندا.

## وصلات خارجية
- كولمان هيل على موقع IMDb (الإنجليزية)
- كولمان هيل على موقع ميوزك برينز (الإنجليزية)
- كولمان هيل على موقع أول ميوزيك (الإنجليزية)
- كولمان هيل على موقع ديسكوغز (الإنجليزية)